# Kristbergs socken
Kristbergs socken i Östergötland ingick i Bobergs härad (före 1893 även delar i Aska härad, Gullbergs härad och Finspånga läns härad), ingår sedan 1971 i Motala kommun och motsvarar från 2016 Kristbergs distrikt.
Socknens areal är 164,42 kvadratkilometer, varav 144,71 land. År 2000 fanns här 946 invånare. Kyrkbyn Kristberg med sockenkyrkan Kristbergs kyrka ligger i socknen.

## Administrativ historik

### Före mitten av 1600-talet
Kristbergs socken har medeltida ursprung.
Under första hälften av 1200-talet övertog Linköpingsbiskoparna den tredjedel av Bobergs norra häradsallmänning i Kristbergs och Tjällmo skogsbygder som tillhörde kungen (konungens treding) mot att de överlät inkomsterna från Tuna socken i det småländska folklandet Sevede till kungen. Skogsområdet i Kristbergs nordöstra del kallades senare Skobo fjärding (även Skogbo fjärding förekommer). En huvudgård (mansio) upprättades intill Kristbergs kyrka. År 1382 preciserades i en kungsdom avkunnad på Boberg häradsting vilka gårdar på allmänningen som tillhörde biskopen i Linköping. 
Omkring 1400-talets mitt återtog kronan gårdarna på allmänningen och biskoparna fick nöja sig med ett begränsat antal gårdar på Kristbergs och Tjällmo slättbygder. Dessa drogs in till kronan av Gustav Vasa genom Västerås recess 1527. Det innebar enligt Åke Nisbeth ”slutet för de särskilda banden mellan Kristbergs församling och biskopen i Linköping”. Kristbergs kyrka blev därigenom en ordinär sockenkyrka. Att den inte tidigare varit det framgår av tornets konstruktion, ett så kallat "brett västtorn".

### Från mitten av 1600-talet
1893 uppgick alla delar i socknen i Bobergs härad. Innan dess hörde till:
- Aska härad 6 1/8 mantal (4340 har): Hållingstorp, Kulla, Koppartorp, Kvarngård, Skrukarp, Storeberg, Härseby, Karlsby jämte kvarn och såg samt Såldekulla utjord
- Gullbergs härad 3 1/4 mantal (1550 ha): Bondeby, Björnorp, Måsgren och Spång.
- Finspånga läns härad (Hällestad och Tjällmo tingslag) 1 1/2 mantal (1180 ha): Vassholma, Bastebol och Lilla Boda.

Vid kommunreformen 1862 övergick socknens ansvar för de kyrkliga frågorna till Kristbergs församling och för de borgerliga frågorna till Kristbergs landskommun. Landskommunen inkorporerades 1952 i Borensbergs landskommun och ingår sedan 1971 i Motala kommun.  Församlingen uppgick 2006 i Borensbergs församling. 1 januari 1943 överfördes Hälla-området med 170 boende till Brunneby socken. 1 januari 1965 var turen kommen till Dansätter, vattenverket mm att övergå till Brunneby socken (församling).
1 januari 2016 inrättades distriktet Kristberg, med samma omfattning som församlingen hade 1999/2000.  
Socknen har tillhört samma fögderier och domsagor som Bobergs härad. De indelta soldaterna tillhörde  Första livgrenadjärregementet, Vreta Klosters och Motala kompani och Andra livgrenadjärregementet, Bergslags kompani.

### Kristbergs valdistrikt
Kristberg utgör ett valdistrikt i Motala östra valkrets. I riksdagsvalet 2010 fanns 593 röstberättigade personer i distriktet, varav 303 män och 290 kvinnor. Antalet förstagångsväljare var 42. Valdeltagandet var 84,7 % (2006: 83,5 procent). Enligt den preliminära röstfördelningen fick Moderaterna 28,9 % av de 495 giltiga rösterna, Centerpartiet 11,7 %, folkpartiet 7,1 %, Kristdemokraterna 6,5 %, Socialdemokraterna 25,5 %, Vänsterpartiet 5,7 %, Miljöpartiet 5,5 %, Sverigedemokraterna 7,9 % och övriga partier 1,4 %.

## Geografi, natur och näringar
Kristbergs socken ligger mellan Motala och Borensberg, närmast norr om Boren kring sjön Stråken och andra källsjöar till Finspångsån. Socknen är en skogs- och bergsbygd med mossar och sjöar.
Kristbergs socken gränsade i öster till Brunneby socken och Ljungs socken, i norr till Godegårds socken och Tjällmo socken och i väster till Västra Ny socken och Motala socken.

### Bygd och natur
De dominerande näringarna inom socknen var bergsbruk, skogs- och jordbruk med fiske och kolning som binäringar. Naturgeografiskt tillhör socknen Östergötlands norra skogsbygd även om jordbruksbygden längs sjön Boren i söder bildar en gränszon mellan Östergötlands slättlandskap och skogsbygden i norr, som utgör en utlöpare av Tylöskogen. Socknen räknas också till Östgöta bergslag. Under 1600-talets slut anlades två järnbruk längs Finspångsåns flöde genom socknen: Karlströms bruk och Kvarns bruk. 
I socknens norra del finns åtskilliga sjöar, varav Salstern, Stora Vänstern och Stråken är de största. Kristbergs södra del präglas av den mellansvenska israndszonen. Där förorsakade en kallperiod under istiden att isfronten stod stilla under en längre period för ca 11 000 år sedan. Den randås (ås av randmorän) som då bildades framträder tydligt i socknen. Vid sjön Lilla Vänstern finns flera getryggsåsar med branta sidor och smala krön. 
En annan iögonfallande lämning från istiden är det gigantiska flyttblocket Tälleberga kyrka. 

### Naturreservat och Natura 2000-områden
Socknen rymmer fem naturreservat: Fågelmossens domänreservat, Lustigkulle domänreservat, Hästtumla Tallskog, Bromossens naturreservat och Stora Boda naturreservat, alla i Karlsby-trakten.
Fågelmossen är dessutom ett Natura 2000-område, liksom ekhagen och bäckravinen mellan Kristbergs kyrka och Boren med beteckningen Kristberg. Kristbergsbäcken har här bildat en djup ravin med många lövträdsarter, flera grova ekar och ett stort bestånd av strutbräken. Ekhagen är av speciellt intresse eftersom det i denna del av Östergötland är ovanligt med riktigt grova ekar. Detsamma gäller Stubba ekhage, som är socknens tredje Natura 2000-område. 
Ekängarna i närheten av Kristbergs kyrka har så stora naturvärden att de anses vara av riksintresse. Mellan Karlsby herrgård och den nya sträckningen av stambanan Mjölby-Hallsberg finns ett mindre bestånd av bokar.
Killingön, som är belägen i Lilla Salstern strax utanför Karlsby samhälle, är ännu ett domänreservat. Här växer gamla tallar.

### Allmänningar och större gårdar
Två allmänningar fanns inom socknens norra del: Aska häradsallmänning i väster och Bobergs härads norra allmänning i öster. Större gårdar inom socknen är bland annat Hultorp (inrymde förr en lastageplats vid Boren), Hållingstorp (hemvist för byggmästardynastin Nyström), Hälla (numera innesluten i den expanderande tätorten Borensberg), Härseby (känt sedan 1399), Högby, Karlsby, Kvarn, Nordsjö, Olivehult, Skrukarp, Storeberg, Stråken och Älgmyra. Lantegendomarna Kulla och Brånshult styckades upp i egnahem (se nedan).

## Befolkningsutveckling

### 1620–1900, fyrdubblad befolkning
Folkmängden i Kristbergs socken beräknas ha uppgått till 310 personer år 1571, 456 år 1620, 854 år 1699, 911 år 1718 och 1129 år 1735. Därefter är statistiken säkrare: 1.180 personer år 1751, 1304 år 1780, 1540 år 1805 och 1990 år 1830. 
Folkmängden i Kristberg 1571-1830
| År        | 1571 | 1620 | 1699 | 1718 | 1735 | 1751 | 1780 | 1805 | 1830 |
| --------- | ---- | ---- | ---- | ---- | ---- | ---- | ---- | ---- | ---- |
| Folkmängd | 310  | 456  | 854  | 911  | 1129 | 1180 | 1304 | 1540 | 1990 |

Antalet invånare 1830 var således mer än fyra gånger så stort som 1620. Den kraftiga befolkningsökningen kan delvis förklaras av att två järnbruk grundades under 1600-talets slut men också på den omfattande nyodlingen. Åkerarealen utökades så att den var åtta gånger större 1876 jämfört med 1640.        
Den 31 december 1860 hade socknen 2 115 invånare (1 010 män och 1 105 kvinnor). Fem år senare bodde 2212 personer i socknen och 2202 år 1870. Av Kristbergs 2 198 invånare (1 071 män och 1 127 kvinnor) 1880 fanns 595 i Aska härad, 1285 i Bobergs härad, 65 i Finspånga läns härad och 253 i Gullbergs härad. 1890 fördelade sig befolkningen på socknens fyra härader på följande sätt:
Folkmängden i Kristberg per härad 31 december 1890
| Härad     | Aska  | Boberg | Finsp. län | Gullberg | Hela socknen |
| --------- | ----- | ------ | ---------- | -------- | ------------ |
| Folkmängd | 657   | 1308   | 67         | 271      | 2303         |
| Andel     | 28,5% | 56,8%  | 2,9%       | 11,7%    | 100%         |

År 1900 uppgick befolkningen till 2265 personer eller 15 per kvadratkilometer landyta. 1910 var invånarantalet ungefär detsamma (2251) för att sedan stiga till 2357 år 1915, vilket är det högsta som någonsin noterats i Kristberg vid ett årsskifte (31 december). Nästan lika stor var befolkningen 1898 då den uppgick till 2355 personer. 

### 1950–1980, halvering
1950 bodde 1.625 personer i socknen. Mellan 1950 och 1980 mer än halverades folkmängden och var nu nere på 730 personer. Ett par år senare (1982) nåddes den lägsta nivån – 706 invånare – under hela 1900-talet. Därefter skedde en återhämtning: 1990 var invånarantalet 898, en ökning med nästan 200 personer på åtta år. Sedan fortsatte uppgången: år 2000 hade Kristberg 937 invånare (506 män och 431 kvinnor) och 1011 (529 män och 482 kvinnor) år 2004.
Folkmängden i Kristberg 1900–2004
| År        | 1900 | 1910 | 1920 | 1930 | 1940 | 1950 | 1960 | 1970 | 1980 | 1990 | 2000 | 2004 |
| --------- | ---- | ---- | ---- | ---- | ---- | ---- | ---- | ---- | ---- | ---- | ---- | ---- |
| Folkmängd | 2265 | 2251 | 2292 | 2227 | 1968 | 1625 | 1400 | 856  | 730  | 898  | 937  | 1011 |

Bidragande till befolkningstappet under början av 1960-talet var utbyggnaden av Prästtomta skjutfält i socknens östra del. Skjutfältet sträcker sig även in i Brunneby socken och Ljungs socken (gården Prästtomta återfinns i den senare socknen). Ett stort antal jordbruksfastigheter i Kristbergs socken fick överges till förmån för skjutfältet och omvandlingen av Kvarn till militär förläggningsort. Enligt uppgifter i Kristbergs församling 1960 och 1961 förlorade socknen under dessa år cirka 100 invånare (över 7 procent av folkmängden) av denna orsak.

### Från 1980, ökning igen
Orsaken till att den negativa trenden kunde brytas i denna utpräglade landsbygdssocken var att befolkningstillväxten i tätorten Borensberg alltmer kom att koncentreras till den i Kristberg belägna delen av orten. Större delen av Borensberg fanns sedan länge i grannsocknen Brunneby: av municipalsamhällets 1 151 invånare 1940 fanns 986 i Brunneby och 165 i Kristberg. Med tiden växte Borensberg alltmer västerut och därmed allt längre in i Kristbergs socken och omfattar idag bland annat de tidigare jordbruksfastigheterna Hälla och Dansätter. 
Kristbergs befolkningsutveckling hölls dock tillbaka av att sockengränsen två gånger flyttades västerut. 1 januari 1943 överfördes Hälla-området med 170 boende till Brunneby kommun och församling. 1 januari 1965 var turen kommen till Dansätter, vattenverket m.m. att övergå till Brunneby församling (Kristbergs, Brunneby och Klockrike kommuner hade 1952 bildat Borensbergs landskommun). Borensbergs fortsatta expansion västerut i form av nya villaområden medförde så småningom befolkningstillväxt även i Kristbergs socken.

## Människor i bygden

### Den svenska egnahemsrörelsen startade i Kristberg
Föreningen Egna Hem, som brukar betecknas som den svenska egnahemsrörelsens pionjärorganisation, bildades 1892 vid Karlströms bruk i Kristbergs socken. De personer som där tecknade sig för andelar i föreningen kom också att utgöra dess första lokalavdelning eller filial, nr 1 Karlsby. Föreningen Egna Hems initiativtagare, kakelugnsmakaren Frans Wilhelm Johansson var bosatt i socknen. Året därpå flyttades föreningens säte till Motala. År 1895 förvärvade föreningen den inom socknen belägna gården Brånshult som styckades upp i småbruksegnahem.
Inspirationen kan ha kommit från en liknande uppstyckning fem år tidigare av gården Kulla, också den belägen inom Kristbergs socken längs Borens norra strand. År 1890 styckades Kulla upp i 15 likvärdiga brukningsenheter sedan tolv arbetare vid Motala Verkstad (och tre andra personer) 1887 köpt gården. Småbruksegnahemmen i Kulla inspirerades sannolikt i sin tur av de arbetare vid Motala Verkstad som redan 1869 köpte en gård i Ervasteby i Motala landskommun vilken de styckade upp till nio småbruksegnahem. Småbruksegnahemmen i Ervasteby finns nära gränsen till Kristbergs socken och inte långt från sjön Boren. 

### "Kristbergsadeln"
Journalisten och hembygdsskildraren Björn Gottlieb har myntat uttrycket kristbergsadeln om de ståndspersoner som levde herrgårdsliv och umgicks flitigt i Kristbergs socken under främst 1800-talets förra hälft. Dit hörde bland annat familjen König på Nordsjö och kungliga sekreteraren och riksgeografen Gustaf Fredrik Linnerhielm på Olivehult. Många, men inte alla, tillhörde Riddarhuset. Likaså var många släkt med varandra.

### "Kristbergs karlar"
Ett öknamn på invånarna i socknen är Kristbergs karlar eller Kristbergs karar. Namnet ingår i en öknamnsramsa från Finspånga län:
Tjällmo harar,
Kristbergs karar,
Goggle (Godegård) nubbar,
Vånga lunsar,
Regna kalvar, 
Risinge män
och Hällestad klampar
de leva än. 

### Förste ordföranden i Kristbergs kommunalstämma
Kommunalstämmans förste ordförande var bruksägaren och docenten i grekisk litteratur Carl Fredrik Bergstedt (1817–1903) på Skrukarp, som också bedrev bruksrörelse i Värmland (Hedenskog bruk i Brattfors socken). Innan Bergstedt bosatte sig på landet hade han 1852–1855 övertagit ledningen av den liberala tidningen Aftonbladet. Efter en schism 1855 på tidningen rörande inställningen till ett krig med Ryssland för att återta Finland lämnade han den. Därutöver ägnade han sig år en omfattande publicistisk verksamhet och gjorde översättningar från sanskrit. Han deltog också i flera kyrkomöten.  
Från 1856 bodde familjen i Brattfors i Värmland, men flyttade 1861 till Skrukarp i Kristbergs socken. Då makan Anna Elisabet Matilda (1827–1867), dotter till bruksägaren Carl Jacob Geijer av släkten Geijer, avled samtidigt som Bergstedt invaldes i riksdagens första kammare (1867–1875) återvände han till Stockholm. Efter riksdagsmandatets utgång bosatte sig Carl Fredrik Bergstedt åter på Skrukarp där han avled 1903.

### Idrottsverksamhet
Kristbergs Idrottsförening (KIF) bildades 1932. Björkhagavallen på Olivehults marker invigdes 1934. Verksamheten kom snart att domineras av fotboll i division 5 och 6 med dräkten svarta tröjor och vita byxor.

## Fornlämningar
Känd från socknen är fornborgen Bergklint, även benämnd Borgklint.
I närheten av riksväg 34 mellan Borensberg och Motala finns lämningar av en vädersåg, dvs ett sågverk som drevs med vindkraft.

## Namnet
Namnet (1335, Cristbiärgh) kommer från kyrkan. Förleden är Krist, äldre form för Kristus, och innebär en bekännelse till Kristus eller att en bekännelse till Kristus.  Efterleden är berg, kyrkan ligger på en liten höjd.

## Kända personer från Kristbergs socken
Personer som är födda, uppvuxna eller var verksamma i Kristberg:
- Gabriel Bergenstråhle, brukspatron
- Peter Carl af Burén, brukspatron
- Didrik Pontus af Burén, bruksägare
- Sven Walfrid Enblom, bruksägare och jurist
- Gustaf Fredrik Linnerhielm, godsägare och riksgeograf
- Per Gustaf Linnerhielm, godsägare och kammarherre
- Carl Fredrik Bergstedt, bruksägare, publicist och riksdagsman
- Abraham Bengtsson Nyström, byggmästare och ekonomidirektör
- August och Johan Robert Nyström, båda bröderna var byggmästare och arkitekter
- Johan Fredrik Victorin, zoolog och forskningsresande
- Harald Victorin, författare, översättare och filmregissör
- Sven Lönborg, kulturgeograf, filosof, pedagog, rektor
- Erik Arrhén, lektor och politiker
- Gustaf Ericsson i Stockholm, järnarbetare och politiker
- Björn Gottlieb, författare, journalist och hembygdsskildrare
- Bo Axelsson, "Boa", författare
- Barbro Beck-Friis, läkare inom geriatrik och sakkunnig i flera statliga utredningar

### Fotnoter
1. 1 2  Svensk Uppslagsbok andra upplagan 1947–1955: Kristberg socken
2. 1 2  Harlén, Hans; Harlén Eivy (2003). Sverige från A till Ö: geografisk-historisk uppslagsbok. Stockholm: Kommentus. Libris 9337075. ISBN 91-7345-139-8
3. ↑  Kyrkoarkivet för  Kristbergs socken – Nationella arkivdatabasen, Riksarkivet
4. ↑  ”Församlingar”. Statistiska centralbyrån. https://www.scb.se/hitta-statistik/regional-statistik-och-kartor/regionala-indelningar/forsamlingar/. Läst 30 december 2022.
5. ↑  Administrativ historik för Kristberg socken (Klicka på församlingsposten). Källa: Nationella arkivdatabasen, Riksarkivet.
6. 1 2  Sjögren, Otto (1931). Sverige geografisk beskrivning del 2 Östergötlands, Jönköpings, Kronobergs, Kalmar och Gotlands län. Stockholm: Wahlström & Widstrand. Libris 9939
7. 1 2  Nationalencyklopedin
8. ↑  Gösta Franzén Ortnamn i Östergötland, sid. 127
9. ↑  Fornlämningar, Statens historiska museum: Kristbergs socken
10. ↑  Fornminnesregistret, Riksantikvarieämbetet: Kristbergs socken Fornminnen i socknen erhålls på kartan genom att skriva in sockennamn (utan "socken") i "Ange geografiskt område"
11. ↑  Mats Wahlberg, red (2003). Svenskt ortnamnslexikon. Uppsala: Institutet för språk och folkminnen. Libris 8998039. ISBN 91-7229-020-X. https://isof.diva-portal.org/smash/get/diva2:1175717/FULLTEXT02.pdf

### Kristbergs kyrkoarkiv
Kristbergs kyrkoarkiv finns i Landsarkivet i Vadstena (VaLA 133050050 Kristberg). Arkivet innehåller bland annat Födelse- och dopböcker (de äldsta från 1656), Död och begravningsböcker (1650-), Lysnings- och vigselböcker (1655-), Husförhörslängder (1762-) samt Sockenstämmoprotokoll (1606-).